# Acanthisitta
Acanthisitta is een geslacht van vogels uit de familie rotswinterkoningen (Acanthisittidae). Het geslacht telt een soort.

## Soorten
- Acanthisitta chloris – Geweervogel

Acanthisitta in The zoology of the voyage of H.M.S Erebus & Terror door John Richardson & John Edward Gray (1845-1848)